# Drumul Carului
Drumul Carului falu Romániában, Brassó megye déli határán. Közigazgatásilag Alsómoécs községhez tartozik.

## Fekvése
A Törcsvári-szoroson áthaladó DN73-as főút mentén fekvő, elszórt házakból álló falu.

## Nevének eredete
Neve 'kocsiutat' jelent, ugyanis az Erdély és Havasalföld közötti út mentén alakult ki.

## Története
Területén egy római castrumot találtak, melyet BV-I-s-A-11276 kód alatt tartanak nyilván a romániai műemlékek listájában. 1836 és 40 között a Cruce ('Kereszt') nevű helyre helyezték át a a vámhivatalt a törcsvári vár alól, ugyanis ott húzódott Erdély és Havasalföld határa. A vámépület 1840-re készült el.
1956-ban vált külön Alsómoécstől.

## Népessége
1956-ban 283 lakosa volt, 2011-ben pedig 135 lakosa (134 román, egy nem nyilatkozott).

## Látnivalók
Az Istenszülő születésének szentelt ortodox fatemplomát 2000–2005-ben építették.